# Новий Криськ
Новий Криськ (пол. Nowy Krysk) — село в Польщі, у гміні Нарушево Плонського повіту Мазовецького воєводства.
Населення — 34 особи (2011).
У 1975-1998 роках село належало до Цехановського воєводства.

## Демографія
Демографічна структура станом на 31 березня 2011 року:
|          | Загалом | Допрацездатний вік | Працездатний вік | Постпрацездатний вік |
| -------- | ------- | ------------------ | ---------------- | -------------------- |
| Чоловіки | 17      | 1                  | 12               | 4                    |
| Жінки    | 17      | 2                  | 6                | 9                    |
| Разом    | 34      | 3                  | 18               | 13                   |